# Las Grabiński
Las Grabiński znajduje się na pagórku, na granicy miejscowości Iwonicz i Lubatówka.
W lesie Grabińskim, w poniedziałek 24 lipca 1944 roku pod wodzą barona Engelsteina, komendanta niemiecko-ukraińskiego batalionu SS-Galizien w Iwoniczu i jego zastępcy, ukraińskiego majora lek. wet. Władimira Najdy, zamordowano strzałem w tył głowy 72 aresztowanych, którzy zostali przywiezieni z więzienia w Jaśle. 
Byli to w większości członkowie Armii Krajowej i Batalionów Chłopskich, z czego 38 osób było z Lubatowej (aresztowanych 3 lipca 1944), 3 osoby z Iwonicza, 2 z Krościenka Niżnego, 2 z Brzostka, 2 z Korczyny  2 z Biecza i po jednej osobie z Krosna, Sanoka i Strzeszyny. 20 pozostałych osób zostało nierozpoznanych.
Uroczystości żałobne odbyły się w miejscu mordu, dnia 9 maja 1945. Kondukt pogrzebowy podzielił się na dwie części. Pierwszą część stanowili mieszkańcy Lubatowej. Uformowali orszak, w którym prowadzili trumny osób pochodzących z Lubatowej, i poprowadzili je do uroczystego pochówku we wspólnej mogile przy kościele parafialnym w Lubatowej. Druga część konduktu, z pozostałymi trumnami, udała się na cmentarz w Iwoniczu. Dwadzieścia nierozpoznanych ciał zostało pochowanych we wspólnej mogile na nowym cmentarzu w Iwoniczu. Pozostali zabici zostali zabrani przez rodziny i pochowani na rodzinnych cmentarzach.